# Двориште (Деспотовац)
Двориште је насеље у Србији у општини Деспотовац у Поморавском округу. Налази се у горњем току реке Ресаве, 7  од Деспотовца, на путу који води према Ресавској пећини, односно Ресавици. Кроз село пролази железничка пруга Марковац—Ресавица, као и државни пут 160. Надморска висина села је 240 .

## Историја
Локација села је насељена од давних времена, па се на потесу Лазје налазило на разноврсне бронзане и гвоздене артифакте. По предању, име села потиче од летњих дворова деспота Стефана, који су се налазили изнад садашњег села, на брду Сечи, на десној страни Ресаве, а постоје и развалине некаквог утврђења на Пањевачком брду. Предање такође говори да су становници првобитно живели у Селишту и Горњем селу, на данашњем путу за Пањевац, а да су касније сишли и направили садашње село крај реке. Село се често расељавало и насељавало, тако да има пуно различитих родова досељеника.
Године 1926, трећина становништва села су били посрбљени Власи. Свеукупно, село се делило на 12 родова, осам на десној обали Ресаве, четири на левој.
Староседелачки родови су били, на десној страни Ресаве, Рачићи (6 кућа) и њихови сродници Ђорићи (4 куће), који славе Ђурђевдан, и, на левој страни, Витићи (7 кућа) и сродници Стојиловићи-Савићи (6 кућа), који славе Св. Николу. Са Косова су се око 1780. године доселили Цветићи (20 кућа) и сродници Мишићи (10 кућа), на десној страни Ресаве.
Из Хомоља су се доселили влашки родови Лајкићи (6 кућа, Св. Никола), који су су се првобитно населили у Горњем селу, Стефановићи (6 куча, Св. арханђел Михаило), из Јошанице, и Петровићи-Пауновићи (8 кућа, Св. Петка). Сви су се настанили на десној страни Ресаве и временом посрбили.
Из Везичева код Петровца на Млави су се доселили Везичевци (8 кућа, Св. Петка), а из Сикола у Неготинској Крајини Крајинци (5 кућа, Св. Јован).

## Записи
У селу се налази три записа: јасен, крушка код моста и Миленковића орах.

## Демографија
Према попису из 2022. било је 437 становника (према попису из 1991. било је 757 становника).
У насељу Двориште живи 463 пунолетна становника, а просечна старост становништва износи 44,2 година (42,1 код мушкараца и 46,1 код жена). У насељу има 196 домаћинстава, а просечан број чланова по домаћинству је 2,86.
Ово насеље је великим делом насељено Србима (према попису из 2002. године), а у последња три пописа, примећен је пад у броју становника.
|  |

| Демографија | Демографија | Демографија |
| Година      | Становника  | Становника  |
| ----------- | ----------- | ----------- |
| 1948.       | 819         |             |
| 1953.       | 807         |             |
| 1961.       | 860         |             |
| 1971.       | 885         |             |
| 1981.       | 824         |             |
| 1991.       | 757         | 626         |
| 2002.       | 565         | 753         |

| Етнички састав према попису из 2002.‍ | Етнички састав према попису из 2002.‍ | Етнички састав према попису из 2002.‍ | Етнички састав према попису из 2002.‍ | Етнички састав према попису из 2002.‍ |
| ------------------------------------ | ------------------------------------ | ------------------------------------ | ------------------------------------ | ------------------------------------ |
|                                      |                                      |                                      |                                      |                                      |
| Срби                                 | Срби                                 |                                      | 552                                  | 97,69%                               |
| Хрвати                               | Хрвати                               |                                      | 2                                    | 0,35%                                |
| Муслимани                            | Муслимани                            |                                      | 1                                    | 0,17%                                |
| непознато                            | непознато                            |                                      | 3                                    | 0,53%                                |

| \| \| м \| \| \| ж \| \| ? \| 1 \| \| \| 3 \| \| 80+ \| 11 \| \| \| 17 \| \| 75—79 \| 14 \| \| \| 28 \| \| 70—74 \| 16 \| \| \| 24 \| \| 65—69 \| 15 \| \| \| 23 \| \| 60—64 \| 14 \| \| \| 12 \| \| 55—59 \| 15 \| \| \| 24 \| \| 50—54 \| 22 \| \| \| 20 \| \| 45—49 \| 15 \| \| \| 11 \| \| 40—44 \| 14 \| \| \| 15 \| \| 35—39 \| 22 \| \| \| 12 \| \| 30—34 \| 17 \| \| \| 19 \| \| 25—29 \| 17 \| \| \| 14 \| \| 20—24 \| 17 \| \| \| 23 \| \| 15—19 \| 11 \| \| \| 4 \| \| 10—14 \| 21 \| \| \| 13 \| \| 5—9 \| 11 \| \| \| 19 \| \| 0—4 \| 13 \| \| \| 18 \| \| Просек : \| 42,1 \| \| \| 46,1 \| |      |  |  |      |
| |      |  |  |      |
| | м    |  |  | ж    |
| ? | 1    |  |  | 3    |
| 80+ | 11   |  |  | 17   |
| 75—79 | 14   |  |  | 28   |
| 70—74 | 16   |  |  | 24   |
| 65—69 | 15   |  |  | 23   |
| 60—64 | 14   |  |  | 12   |
| 55—59 | 15   |  |  | 24   |
| 50—54 | 22   |  |  | 20   |
| 45—49 | 15   |  |  | 11   |
| 40—44 | 14   |  |  | 15   |
| 35—39 | 22   |  |  | 12   |
| 30—34 | 17   |  |  | 19   |
| 25—29 | 17   |  |  | 14   |
| 20—24 | 17   |  |  | 23   |
| 15—19 | 11   |  |  | 4    |
| 10—14 | 21   |  |  | 13   |
| 5—9 | 11   |  |  | 19   |
| 0—4 | 13   |  |  | 18   |
| Просек : | 42,1 |  |  | 46,1 |

| Година пописа     | 1948. | 1953. | 1961. | 1971. | 1981. | 1991. | 2002. |
| ----------------- | ----- | ----- | ----- | ----- | ----- | ----- | ----- |
| Број домаћинстава | 152   | 163   | 190   | 198   | 192   | 177   | 196   |

| Број чланова      | 1  | 2  | 3  | 4  | 5  | 6 | 7 | 8 | 9 | 10 и више | Просек |
| ----------------- | -- | -- | -- | -- | -- | - | - | - | - | --------- | ------ |
| Број домаћинстава | 37 | 54 | 40 | 41 | 16 | 5 | 3 | 0 | 0 | 0         | 2,86   |

| Пол    | Укупно | Неожењен/Неудата | Ожењен/Удата | Удовац/Удовица | Разведен/Разведена | Непознато |
| ------ | ------ | ---------------- | ------------ | -------------- | ------------------ | --------- |
| Мушки  | 221    | 43               | 156          | 15             | 7                  | 0         |
| Женски | 249    | 17               | 158          | 65             | 8                  | 1         |
| УКУПНО | 470    | 60               | 314          | 80             | 15                 | 1         |

| Пол    | Укупно                    | Пољопривреда, лов и шумарство | Рибарство                            | Вађење руде и камена | Прерађивачка индустрија       |
| ------ | ------------------------- | ----------------------------- | ------------------------------------ | -------------------- | ----------------------------- |
| Мушки  | 144                       | 54                            | 0                                    | 20                   | 28                            |
| Женски | 147                       | 112                           | 0                                    | 2                    | 11                            |
| Укупно | 291                       | 166                           | 0                                    | 22                   | 39                            |
|        |                           |                               |                                      |                      |                               |
| Пол    | Производња и снабдевање   | Грађевинарство                | Трговина                             | Хотели и ресторани   | Саобраћај, складиштење и везе |
| Мушки  | 0                         | 0                             | 2                                    | 0                    | 28                            |
| Женски | 0                         | 1                             | 8                                    | 0                    | 0                             |
| Укупно | 0                         | 1                             | 10                                   | 0                    | 28                            |
|        |                           |                               |                                      |                      |                               |
| Пол    | Финансијско посредовање   | Некретнине                    | Државна управа и одбрана             | Образовање           | Здравствени и социјални рад   |
| Мушки  | 0                         | 0                             | 1                                    | 0                    | 2                             |
| Женски | 0                         | 0                             | 0                                    | 4                    | 4                             |
| Укупно | 0                         | 0                             | 1                                    | 4                    | 6                             |
|        |                           |                               |                                      |                      |                               |
| Пол    | Остале услужне активности | Приватна домаћинства          | Екстериторијалне организације и тела | Непознато            | Непознато                     |
| Мушки  | 1                         | 0                             | 0                                    | 8                    | 8                             |
| Женски | 1                         | 0                             | 0                                    | 4                    | 4                             |
| Укупно | 2                         | 0                             | 0                                    | 12                   | 12                            |